# ARDI
ARDI (англ. Access to Research for Development and Innovation) — программа сотрудничества между ВОИС и известными издательствами научно-технической информации, что служит информационной платформой в рамках которой предоставляется доступ к результатам исследований для развития и инноваций. ARDI обеспечивает доступ к более чем 200 онлайн-журналов для патентных ведомств, учебных и научно-исследовательских учреждений в 107 странах, что развиваются (ноябрь 2011). Заявленная цель ARDI — «содействие интеграции развивающихся стран в глобальную экономику знаний, что позволяет им в более полной мере реализовать свой творческий потенциал».
ARDI является составной частью программы "Research4Life", что действует в четырех направлениях — HINARI (ресурсы для медицины и здоровье), AGORA (сельское хозяйство), OARE (окружающая среда) и собственно ARDI (научно-техническая информация). Research4Life предоставляет странам, которые развиваются, бесплатный или недорогой доступ к академического и профессионального рецензируемого онлайн-контента в Интернет.

## История
Программу ARDI основала Всемирная организация интеллектуальной собственности в июле 2009 года в сотрудничестве с 12 крупными издательствами — American Association for the Advancement of Science; American Institute of Physics; Elsevier; Institute of Physics; John Wiley & Sons; Oxford University Press; National Academy of Sciences; Nature Publishing Group; Royal Society of Chemistry; Sage Publications; Springer Science+Business Media; and Taylor & Francis.

## Участники
Учреждения, которые имеют право на участие в ARDI — патентные ведомства, академические учреждения и научно-исследовательские институты.. Все члены зарегистрированной организации (ученые, педагогический и административный персонал, студенты) могут воспользоваться информационными ресурсами, доступ к которым осуществляется благодаря ARDI.